# NGC 5844
NGC 5844 (другие обозначения — PK 317-5.1, ESO 99-PN1, AM 1506-642) — планетарная туманность в созвездии Южный Треугольник.
Этот объект входит в число перечисленных в оригинальной редакции «Нового общего каталога».